# 杨善深
杨善深，SBS（1913年—2004年），字柳斋，香港畫家，被譽為「嶺南畫派最後一位大師」。另外三位分別為趙少昂、關山月、黎雄才。
楊善深生於廣東省台山赤溪。1930年移居香港，1933年開始從事繪畫，與「嶺南三傑」之一的高劍父結識，開展悠長的師友關係。1935年留學日本，入京都堂本美術專科學校，隨堂本印象學畫。1941年香港淪陷，避居澳門。與高劍父、馮康侯等成立「協社畫會」。1945年回港定居。1970年在港成立「春風畫會」，並獲台灣中華學術研究所頒贈哲士銜。1988年移居加拿大溫哥華，嗣後常往來溫哥華、香港兩地。1999年獲香港藝術發展局頒授「視藝終身成就獎」。晚年曾將巨作《千年松樹》送贈予中國北京人民大會堂。2000年，他以其精湛藝術成就和貢獻獲香港特別行政區政府頒授銀紫荊星章，2004年5月15日於香港半山寶珊道十至十六號寶城大廈家居逝世，享年91歲。
弟楊君澤，別名紫微楊，為香港玄學研究者。